# Nermin Ismail
Nermin Ismail (* 1991 in Wien) ist eine österreichische Journalistin und Autorin.

## Leben
Nermin Ismail studierte Politikwissenschaft und Pädagogik. Außerdem absolvierte sie 2012/2013 berufsbegleitend das Österreichische Journalisten-Kolleg in Salzburg. Nach einer Videojournalismus-Ausbildung an der Fachhochschule Wien ist sie Akademische Videojournalistin. 2015–2017 nahm sie am Traineeprogramm „ORF-Akademie“ teil.
Nermin Ismail schreibt für diverse Tageszeitungen und Magazine, unter anderem für Der Standard, Die Presse und Zeit Online. Seit 2011 veröffentlicht sie Fernseh- und Radiobeiträge beim Österreichischen Rundfunk (ORF) und  ServusTV in Salzburg aber auch bei der Deutschen Welle und beim SWR in Mainz. Nach zwei Jahren als Multimedia-Journalistin beim ORF widmete sie sich wieder der freien Journalistentätigkeit.
Nermin Ismail ist mehrfache Buchautorin.
Mit ihrer Arbeit will sie die Diversität Österreichs sichtbar machen und das Verständnis zwischen den Religionen und Kulturen verstärken.

## Auszeichnungen
2016 erhielt sie den niederösterreichischen Journalistenpreis.

## Publikationen
- Nermin, Ismail: Ungehörte Stimmen. Erhard Löcker Ges.m.b.H., Wien 2015, ISBN 978-3-85409-782-2.
- Nermin, Ismail: Etappen einer Flucht. Promedia Verlag, Wien 2016, ISBN 978-3-85371-409-6.
- Nermin, Ismail: Hoffnung. Verlag Kremayr & Scheriau, Wien 2021, ISBN 978-3-218-01284-3.